# 黄寨镇 (阳曲县)
黄寨镇，是中华人民共和国山西省太原市阳曲县下辖的一个乡镇级行政单位，是阳曲县的县城。

## 行政区划
黄寨镇下辖以下地区：
黄寨村、官圪垛村、柏井村、小牛站村、城晋驿村、莎沟村、小屯庄村、大屯庄村、北郑村、南郑村、中社村、北塔地村、南留南村、北留村、宋庄村、大直峪村和录古咀村。